# Bobby-Gaye Wilkins
Bobby-Gaye Wilkins, född den 10 september 1988, är en jamaicansk friidrottare som tävlar i kortdistanslöpning.
Wilkins deltog vid VM för ungdomar 2005 där hon blev sjua på 400 meter. Vid Olympiska sommarspelen 2008 ingick hon i stafettlaget på 4 x 400 meter, där hon sprang i försöken. Laget slutade sedermera trea i finalen efter USA och Ryssland.

## Personligt rekord
- 400 meter - 50,87